# 林資鏗
林 資鏗（りん しこう、Lin Zikeng、1878年 - 1925年8月23日）は、台湾（清朝統治下から日本統治下に跨がる）の実業家、中華民国の軍人、霧峰林家の第7代当主。字は季商、号は祖密または式周。

## 生涯
台中県霧峰郷錦栄村（現在の台中市霧峰区）出身。祖父の林文察、父の林朝棟は清国の軍人だった。12歳の時から父に従って台湾原住民を「征伐」し、尚武精神を養った。

### 家長となり家業を振興
日清戦争の結果、1895年の下関条約によって台湾は大清帝国から大日本帝国に割譲された。林朝棟は抵抗を試みたが失敗に終わり中国に渡ったが、林資鏗には台湾に戻って林家の事業を継続するように命じた。当時の林家の家産は水田2千甲（2千ヘクタール）、山地2万甲（2万ヘクタール）にのぼり、さらに樟脳の専売権を有していた。
林資鏗は台湾に戻った後、製糖工場を創設した。さらに地元の郷紳たちと竜渓軽便鉄道公司を設立し、霧峰地方の交通と産業の発展を推進した。

### 中国革命を援助
1900年10月、革命家の孫文が広東省恵州での蜂起を指揮するために台北に赴いた。孫文は台北の林資鏗の住居を訪れ、革命の援助を求めた。林資鏗はただちに承諾したものの、中国に居住する父と霧峰林家当主の立場を考え、興中会には加盟しなかった。しかし台北の林資鏗の住居は恵州蜂起の指揮所として孫文に利用された。

### 実業家として
1904年6月13日、林朝棟が世を去った。2年後に林資鏗は清の世襲騎都衛の身分で中国を訪れ、清朝政府から廈門の鼓浪嶼公共租界の取締工部局議員に任命された。さらに1908年に金銭で「候補道台」の資格を買い、樟脳・交通・開墾などの事業を行い、家族の勢力の維持に務めた。
1907年に漳州に水害が発生すると、銀5万両を寄付した。さらに漳州徑口墾牧公司、后港林場、梅花坑煤砿などの企業を興し、九竜江北渓河道を設立した。

### 反日運動に参加
林資鏗は中国では大清帝国国民の身分で積極的に反日運動を進め、1908年には日本通貨の不使用と鼓浪嶼公共租界の回収運動を進めた。これは台湾総督府の反感を買い、中国への渡航が認められないということが数度にわたってあった。
1911年に辛亥革命が成功し、中華民国臨時政府が成立した。翌1912年より台湾では苗栗事件と呼ばれる一連の反日事件が発生したが、その背後には林資鏗の資金があったといわれる。事件の首謀者の一人である羅福星は林資鏗の関与をはっきりと自白している。

### 中国籍をとり事業を拡大
1913年、林資鏗は霧峰林家の家長の地位を頂厝家系の族叔林献堂に譲って、廈門の鼓浪嶼に移住した。そして日本国籍を放棄し、中華民国政府に国籍の取得を申請して11月18日に許可された。
この後、余慶信用公司、南靖墾牧公司、華封疏河公司、竜岩煤砿公司など多くの事業に関わった。また北京政府の福建護軍使黄培松から招軍特派員に任命され、さらに匪賊が横行していたため黄培松から北渓下游清郷督弁に任命され、鼓浪嶼で軍事教練を行い、匪賊に備えた。

### 中華革命党に加入
1915年、袁世凱が帝政を意図していたのに対し、林資鏗は中華革命党に加入した。翌1916年には台湾の田地数百甲を売却し、銀十万両の軍資金を得て、漳州と泉州から人士を募って閩南革命軍を創設して、討袁護法戦争に参加した。閩南革命軍は後日国民革命軍の源流の一つとなった。
1917年9月、孫文は広州に中華民国軍政府を設立し、海陸軍大元帥に就任し、護法運動を推進した。1918年1月6日、孫文は林資鏗を閩南軍司令に任命し、軍政府陸軍少将の位階を授けた。しかし4月に安徽派の軍閥盧永祥の派遣した福建督軍李厚基に察知され、廈門鎮守使唐国謨に逮捕された。しかし工部局と各国の領事によって釈放された。その後、林資鏗は部隊を率いて福建省中部を転戦し、永春・仙游、徳化、永安など7県を手中に収めた。
その後孫文の命で陳炯明が福建省南部に入り、林資鏗は陳炯明の指揮下に入り、閩南革命軍は粤軍第二預備隊と改称された。しかし陳炯明から十分な資金を与えられず、孫文に直訴したこともある。

### 孫文の近侍として
1920年11月、孫文は海陸軍大元帥を廃止して、非常大総統に就任した。林資鏗は粤軍第九支隊司令に任命され、さらに汕頭警備司令と改称された。1921年、大元帥府参軍兼侍従武官に転任し、後に広三鉄路監督を兼任した。
1922年6月16日，陳炯明は孫文に反旗を翻し、孫文は広州の総統府を脱出した。林資鏗は陳炯明軍に敗北し捕えられたが、すぐに救出された。10月、粤軍第2軍軍長許崇智が孫文の命令で部隊を率いて福州に進入し、林森が福建省主席に就任した。林森は林資鏗を福建省水利局局長に任命した。
しかし1923年1月、許崇智が孫文の命で福建省を離れて広東省に戻って陳炯明の討伐にあたると、福建省は直隷派軍閥の孫伝芳の手に落ち、林資鏗は辞職し、企業活動に戻った。

### 最期
1925年3月、蔣介石が黄埔軍官学校の教官と学生3千人を率いて東征を行い、東莞など7県を制圧した。林資鏗もそれに呼応して福建省南部各県の民軍と連絡をとって、蜂起の準備を進めた。しかし孫伝芳の配下の廈門鎮守使張毅に探知され、匪賊討伐の名目で捕えられ、8月23日に殺害された。
その後、長男の林正熊は蔣介石の援助で一部隊を組織し、1927年に張毅を討って父の仇を取った。